# Copa Príncep d'Astúries de futbol
La Copa Príncep d'Astúries fou un antic torneig de futbol que es disputava entre combinats o seleccions "regionals". Aquest torneig es va desenvolupar entre 1915-1925. La competició consistia en un partit d'anada i un de tornada, havent-hi partit de desempat si calia. L'edició de 1926, fou l'última edició del campionat amb victòria de la selecció que més vegades havia aconseguit el títol: Catalunya, amb quatre títols.

## Història
La competició fou iniciativa de la Reial Federació Espanyola de Futbol que demanà al rei Alfons XIII la concessió de una copa de plata en honor de l'aleshores príncep d'Astúries Alfons de Borbó i de Battenberg.
Les primeres edicions (1914 a 1918) les competicions es disputaren a Madrid i la inscripció de les federacions regionals era voluntària. Finalitzada la quarta edició, la competició es deixà de disputar per manca d'interès i el trofeu fou atorgat en propietat a la federació Centre per haver guanyat en dues edicions.
El juliol de 1922 s'acordà instaurar un nou trofeu amb el nom Campeonato Interregional, que es disputaria amb seus variables i amb la participació obligatòria de totes les federacions regionals associades a la nacional. La manca d'interès i els elevats costos econòmics pels desplaçament provocaren novament la desaparició de la competició, disputant-se el 1926 un torneig final amb l'objectiu d'atorgar en propietat el segon trofeu en disputa. La campiona fou la selecció de Catalunya.

## Historial
| Any  | Guanyador | Finalista | Resultat         |
| ---- | --------- | --------- | ---------------- |
| 1915 | Nord      | Catalunya | 1 - 0 (lligueta) |
| 1916 | Catalunya | Centre    | 6 - 3 / 2 - 2    |
| 1917 | Centre    | Catalunya | 2 - 0            |
| 1918 | Centre    | Cantàbric | 3 - 2 / 3 - 1    |
| 1923 | Astúries  | Galícia   | 3 - 1            |
| 1924 | Catalunya | Centre    | 4 - 4 / 3 - 2    |
| 1926 | Catalunya | Astúries  | 2 - 0 / 4 - 3    |

| Selecció  | Guanyador | Finalista | Edicions         | Notes                  |
| --------- | --------- | --------- | ---------------- | ---------------------- |
| Catalunya | 3         | 2         | 1916, 1924, 1926 | Un trofeu en propietat |
| Centre    | 2         | 2         | 1917, 1918       | Un trofeu en propietat |
| Astúries  | 1         | 2         | 1923             | Inclou Cantàbric       |
| Nord      | 1         | -         | 1915             |                        |
| Galícia   | -         | 1         | -                |                        |

## Edicions

### 1915
Hi participaren les seleccions del Nord (País Basc i Cantàbria), Catalunya i Centre (Àvila, Ciudad Real, Cuenca, Guadalajara, Madrid, Segovia i Toledo). Tots els partits es disputaren al Camp d'O'Donnell de Madrid. Es disputà en format lligueta i la campiona fou la selecció Nord, després d'un empat i una victòria.
| 10 de maig de 1915 | Centre     | 1:2             | Catalunya                       | Madrid                            |  |
|                    | René Petit | MD_1915/05/17-1 | Paulino Alcántara · Antoni Baró | Camp d'O'Donnell · Julián Ruete · |  |

| 12 de maig de 1915 | Nord      | 1:0             | Catalunya | Madrid                        |  |
|                    | Legarreta | MD_1915/05/17-1 |           | Camp d'O'Donnell · Menéndez · |  |

| 14 de maig de 1915 | Centre            | 1:1             | Nord               | Madrid                             |  |
|                    | Santiago Bernabéu | MD_1915/05/17-1 | Patricio Arabolaza | Camp d'O'Donnell · Carlos Dieste · |  |

| Campió · Selecció de futbol Nord · 1r títol |

Alineacions de Catalunya:
- vs Centre: Bru, Reguera, Matifoll, Torralba, A. Massana, Monistrol, Mallorquí, Baró, Martínez, Alcántara i Peris
- vs Nord: Bru, Casellas, S. Massana, Torralba, A. Massana, Monistrol, Mallorquí, Baró, Armet-Kinké, Alcántara i Peris

### 1916
La següent edició del campionat havia de ser disputada per les mateixes seleccions que en la primera edició. No obstant això, la selecció del Nord finalment no es va presentar a la competició per no haver pogut reunir a tots els seus integrants per les diferències que succeïen dins de la seva pròpia federació. Així les seleccions de Centre i Catalunya es disputaren el trofeu, essent vencedora la segona.
| 11 de maig de 1916 | Centre | 3:6             | Catalunya                            | Madrid                             |  |
|                    | ?      | MD_1916/05/15-1 | Cabedo · Emili Sampere · Armet-Kinké | Camp d'O'Donnell · Carlos Dieste · |  |

| 13 de maig de 1916 | Catalunya   | 2:2             | Centre            | Madrid                             |  |
|                    | Armet-Kinké | ABC_19160514-19 | Larra · De Miguel | Camp d'O'Donnell · Carlos Dieste · |  |

| Campió · Selecció de futbol de Catalunya · 1r títol |

Alineacions de Catalunya:
- 1r partit: Gibert, Armet-Pacan, Sampere, Salvó, Matifoll, Prat, Armet-Kinké, Monistrol, Cabedo, López i Raich
- 2n partit: Gibert, Casellas, Sampere, Salvó, Matifoll, Prat, Armet-Pacan, Monistrol, Cabedo, López i Armet-Kinké

### 1917
A la tercera edició del torneig hi prengué part la selecció cantàbrica (formada per les províncies d'Oviedo i Santander). Novament hi fou absent la selecció del País Basc (Nord). Les altres dues seleccions participants foren Centre i Catalunya. Es tornà a disputar en format de lligueta, però calgué un desempat final entre castellans i catalans. que guanyà la selecció Centre.
| 10 de maig de 1917 | Centre              | 2:2             | Catalunya                   | Madrid                             |  |
|                    | Fernando Villaverde | MD_1917/05/15-4 | Josep Gumbau · Joan Alcover | Camp d'O'Donnell · Carlos Dieste · |  |

| 10 de maig de 1917 | Catalunya    | 1:0             | Cantàbric | Madrid                        |  |
|                    | Josep Gumbau | MD_1917/05/15-4 |           | Camp d'O'Donnell · Menéndez · |  |

| 11 de maig de 1917 | Centre | 3:2             | Cantàbric | Madrid                       |  |
|                    | ?      | MD_1917/05/15-4 | ?         | Camp d'O'Donnell · Serrano · |  |

Va ser necessari un partit de desempat final per decidir el campió. Amb 2-0 favorable als castellans, se li va anul·lar un gol a Catalunya per haver-se anotat de manera directa d'un servei de córner i després de les protestes fou expulsat un jugador català. La selecció catalana va abandonar el partit en senyal de protesta al minut 75.
| 15 de maig de 1917 | Centre                    | 2:0             | Catalunya | Madrid                            |  |
|                    | Miguel Mieg · José Agüero | ABC_19170517-16 |           | Camp d'O'Donnell · Julián Ruete · |  |

| Campió · Selecció de futbol Centre · 1r títol |

Alineacions de Catalunya:
- Els 3 partits van tenir el mateix onze: Aramburo, Bau, Armet-Pacan, Salvó, Sancho, Urgell, Cella I, Gumbau, Alcover, Monistrol i Plaza

### 1918
La quarta edició de la competició deixà clar que aquesta estava estancada. Els clubs de futbol van demanar a la Federació el gener de 1918 que suspengués la competició. A més, la competició es va fer coincidir amb la celebració de la Copa del Rei de futbol per la qual cosa el millors jugadors no hi van poder prendre part. Finalment només hi participaren les seleccions Centre i Cantàbrica, i la competició es disputà en una final directa a doble partit. La victòria fou per la regió Centre, que a més, s'adjudicà el trofeu en propietat.
| 20 de gener de 1918 | Centre | 3:2 | Cantàbric | Madrid                 |  |
|                     | ?      |     | ?         | Camp d'O'Donnell · ? · |  |

| 22 de gener de 1918 | Centre         | 3:1             | Cantàbric     | Madrid                             |  |
|                     | ? · Olarquiaga | ABC_19180124-14 | S. Villaverde | Camp d'O'Donnell · Carlos Dieste · |  |

| Campió · Selecció de futbol Centre · 2n títol |

### 1922-23
Després de l'èxit assolit per la selecció d'Espanya als Jocs Olímpics d'Anvers, i de cara a la preparació de la selecció espanyola per als Jocs de París de 1924, l'Assemblea Nacional va acordar en la reunió del 20 de juliol de 1922, restablir la competició com a base per a la composició de l'equip.
En aquesta edició hi van prendre part les vuit Federacions afiliades a la Federació Estatal: Galícia, Astúries, Biscaia, Guipúscoa, Catalunya, Llevant, Centre i Sud.
Quarts de final
| 12 de novembre de 1922 | Astúries | 1:1             | Biscaia | Gijón                  |  |
|                        | Arcadio  | MS_1922/11/16-8 | Larraza | El Molinón · Murguía · |  |

| 14 de novembre de 1922 | Astúries        | 4:3 (pr.)       | Biscaia                      | Gijón                  |  |
|                        | Zabala · Barril | MD_1922/11/17-3 | Travieso · Carmelo · Careaga | El Molinón · Murguía · |  |

| 19 de novembre de 1922 | Galícia                                     | 4:1             | Centre    | Vigo                      |  |
|                        | Chiarroni · Polo · Pinilla · Ramón González | MD_1922/11/20-4 | Monjardín | Camp de Coia · Ivo Lems · |  |

| 19 de novembre de 1922 | Llevant | 1:2             | Sud            | València                                 |  |
|                        | Cubells | LJD_19221120-12 | Gabriel · León | Camp d'Algirós · Enric Peris de Vargas · |  |

| 19 de novembre de 1922 | Guipúscoa | 0:3             | Catalunya                 | Irun                                 |  |
|                        |           | MD_1922/11/20-3 | Samitier · Gràcia · Martí | Estadi d'Amute · Eulogio Aranguren · |  |

Semifinals
| 14 de gener de 1923 | Astúries         | 1:0             | Catalunya | Gijón                |  |
|                     | José Luis Zabala | MD_1923/01/15-1 |           | El Molinón · Torra · |  |

| 14 de gener de 1923 | Sud         | 1:4             | Galícia                           | Sevilla                               |  |
|                     | Armet Kinké | MD_1923/01/19-2 | Ramon González · Polo · Chiarroni | Camp de la Reina Victoria · Montero · |  |

Final
| 25 de febrer de 1923 | Galícia | 1:3             | Astúries       | Vigo                     |  |
|                      | Balbino | MD_1923/02/26-1 | Meana · Zabala | Camp de Coia · Lecrerq · |  |

| Campió · Selecció de futbol d'Astúries · 1r títol |

Alineacions de Catalunya:
- vs Guipúscoa: Estruch, Canals, Montesinos, Torralba, Pelaó, Samitier, Pellicer, Piera, C. Gràcia, Martí i Sagi-Barba
- vs Astúries: Zamora, Planas, Surroca, Torralba, Sancho, Samitier, Tena II, V. Martínez, C. Gràcia, Carulla i Oliveras

Alineació de Llevant:
- vs Sud: Alanga, Civera, Piñol, Marín, Hipólito, Estevan, Rino, Cubells, Montes, E. Martínez i Bayo

### 1923-24
La temporada següent es va disputar una nova edició d'aquesta competició, que no va aconseguir l'èxit de l'anterior, que a més, complerta la missió de servir de base per formar l'equip olímpic i després del fracàs espanyol a París, va suposar la supressió definitiva de la competició segons acord adoptat per l'Assemblea Nacional de l'26 de juny de 1924. Els participants i el format van ser els mateixos que la temporada anterior.
Quarts de final
| 11 de novembre de 1923 | Sud                           | 3:2             | Llevant | Sevilla                                           |  |
|                        | Brand · Armet Kinké · Spencer | MD_1923/11/12-1 | Cubells | Camp de la Reina Victoria · Luis Colina Álvarez · |  |

| 18 de novembre de 1923 | Biscaia                   | 4:2             | Astúries        | Bilbao                  |  |
|                        | Carmelo · Laca · Travieso | MD_1923/11/19-1 | Bolado · Zabala | San Mamés · Contreras · |  |

| 25 de novembre de 1923 | Centre    | 1:0              | Galícia | Madrid                                        |  |
|                        | De Miguel | Sol_27/11/1923-6 |         | Stadium Metropolitano · Agustí Cruella Tena · |  |

| 25 de novembre de 1923 | Catalunya     | 2:1               | Guipúscoa  | Barcelona                     |  |
|                        | Joan Olivella | LJD_27/11/1923-10 | René Petit | Camp de Les Corts · Montero · |  |

Semifinals
| 27 de gener de 1924 | Centre    | 2:1             | Andalusia | Madrid                                      |  |
|                     | Monjardín | MD_1924/01/28-2 | Fuentes   | Stadium Metropolitano · Josep Llovera Mas · |  |

| 27 de gener de 1924 | Catalunya       | 1:0             | Biscaia | Barcelona                       |  |
|                     | Cristòfol Martí | MD_1924/01/28-2 |         | Camp de Les Corts · Contreras · |  |

Final
| 24 de febrer de 1924 | Centre                           | 4:4 (pr.)       | Catalunya                     | Bilbao                |  |
|                      | Félix Pérez · Triana · Monjardín | MD_1924/02/25-1 | Samitier · Piera · Sagi-Barba | San Mamés · Murguia · |  |

| 26 de febrer de 1924 | Centre    | 2:3             | Catalunya                  | Bilbao                       |  |
|                      | Monjardín | MD_1924/02/27-1 | Carulla · Samitier · Piera | San Mamés · Fermín Sánchez · |  |

| Campió · Selecció de futbol de Catalunya · 2n títol |

Alineacions de Catalunya:
- vs Guipúscoa: Zamora, Cabedo, Garrobé, Roca, Sancho, Carulla, Pellicer, Martí, Cros, Olivella i Sagi-Barba
- vs Biscaia: Zamora, Planas, Garrobé, Trabal, Sancho, Carulla, Pellicer, Martí, Samitier, Tena II i Sagi-Barba
- vs Centre: Zamora, Planas, Surroca, Caicedo, Sancho, Sanahuja, Piera, Martí, Feliu, Samitier i Sagi-Barba
- vs Centre (repetició): Zamora, Massagué, Montané, Sancho, Caicedo, Carulla, Piera, Samitier, Martí, Peidró i Sagi-Barba

Alineació de Llevant:
- vs Sud: Alanga, Torregrosa, Ventura, Puig, Molina, Estevan, Rino, Cubells, Montes, Albaladejo i Bayo

### 1926
Finalitzat el torneig, l'any 1926 encara es disputà una darrera edició entre els dos campions anteriors del torneig Inter-regional: Astúries i Catalunya. La selecció catalana es proclamà campiona, emportant-se el títol en propietat.
| 5 de setembre de 1926 | Astúries | 0:2             | Catalunya | Gijón                                        |  |
|                       |          | MD_1926/09/06-3 | Broto     | El Molinón · José María Steimborn Ludeuvik · |  |

| 19 de setembre de 1926 | Catalunya                              | 4:3             | Astúries                    | Barcelona                                           |  |
|                        | Forgas · Pellicer · Alcantara · Forgas | MD_1926/09/20-3 | Avilesu · Herrera · Herrera | Camp del Guinardó · José María Steimborn Ludeuvik · |  |

| Campió · Selecció de futbol de Catalunya · 3r títol |

Alineacions de Catalunya:
- anada: Pedret, Serra, Montané, Tena I, Pelaó, Mauricio, Piera, Samitier, Sastre, Broto i Sagi-Barba
- tornada: Pedret, Serra, Massagué, Soligó, Pelaó, Tena I, Pellicer, Broto, Forgas, Alcántara i Sagi-Barba